# Dreams of Death and Dismay
Dreams of Death and Dismay — второй студийный альбом шведской техникал-дэт-метал-группы Anata, выпущенный 2 апреля 2001 года на лейбле Season of Mist.

## Отзывы критиков
| Оценки критиков     | Оценки критиков |
| Источник            | Оценка          |
| ------------------- | --------------- |
| Chronicles of Chaos | [ 1 ]           |
| metal.de            | [ 2 ]           |

Рецензент metal.de под ником Pendragon пишет, что группе не хватает характерных для шведских групп мелодий, а в музыке преобладают жёсткие риффы и трэшевые ударные, которые ассоциируются с американской сценой. Он также написал, что Dreams of Death and Dismay — хороший альбом, который наверняка понравится поклонникам Morbid Angel, Death и Entombed. Аарон Маккей из Chronicles of Chaos, напротив, отметил мелодичную и изменчивую интенсивность, которая присуща альбому, а также написал, что такие треки как «Can’t Kill What’s Already Dead» и «The Enigma of Number Three» оставят слушателей в состоянии «божественного оцепенения».

## Список композиций
| №                   | Название                             | Длительность |
| ------------------- | ------------------------------------ | ------------ |
| 1.                  | «Die Laughing»                       | 3:58         |
| 2.                  | «Faith, Hope, Self-Deception»        | 5:26         |
| 3.                  | «God of Death»                       | 3:55         |
| 4.                  | «Metamorphosis by the Well of Truth» | 4:37         |
| 5.                  | «Dreamon»                            | 2:27         |
| 6.                  | «Can’t Kill What’s Already Dead»     | 3:38         |
| 7.                  | «Insurrection»                       | 4:31         |
| 8.                  | «The Enigma of Number Three»         | 5:29         |
| 9.                  | «Drain of Blood»                     | 3:59         |
| 10.                 | «The Temple / Erratic»               | 8:44         |
| Общая длительность: | Общая длительность:                  | 46:44        |

## Участники записи
- Fredrik Schälin — вокал, гитара
- Andreas Allenmark — гитара
- Henrik Drake — бас-гитара
- Robert Petersson — ударные